# G8262/8265次列车
G8262/8265次列车是中国铁路运行于直辖市上海市上海站与江苏省徐州市睢宁县睢宁站之间的高速动车组列车，截止2025年6月，每日运行1对，为往返这两个地方的唯一一对高铁列车，也是睢宁站唯一一对始发终到列车。本对列车途径沪宁城际、连镇客专、徐盐客专，客运里程554公里，全程运行时间3小时38分钟，由上海局集团上海客运段担任。上海站至睢宁站使用车次为G8262次，睢宁站至上海站使用车次为G8265次。
2021年4月10日，G8262/8265次列车首次开行，使睢宁成为徐州首个开通始发高铁的县级市。当日上午，睢宁县人民政府在睢宁站外举行庆祝仪式。徐州地方媒体《都市晨报》指出，该班列车开通运行为睢宁市民前往苏南和上海提供便利，有助于睢宁县融入长三角经济圈。

## 历史
2019年12月，徐盐客专全线通车。2020年12月，连镇客专全线通车。2021年1月20日调图，上海局集团首次开通淮安方向进沪列车G8265/G8266、G8267/G8268次2对，经连镇客专、沪宁城际线运行。
2021年4月10日调图，为弥补徐盐客专徐州至淮安段运力不足，徐淮段加开6对列车，包括徐州东往返上海G8297/8298次1对，徐州东往返南京C3109/3112、C3119/3118次1对，南京往返徐州东C3115/3114、C3113/3116次1对，徐州东往返安庆D5515/D5518、D5516/D5517次1对，上海至睢宁G8262次0.5对，宿迁至上海G8277次0.5对，睢宁至上海G8265次0.5对，上海至宿迁G8266次0.5对。其中，G8265次为淮安东站延伸至睢宁站始发，G8266次为淮安东站延伸至宿迁站终到。

## 时刻表
以下数据截至2025年7月1日：
| 里程 | G8262次 | G8262次 | 停靠站 | G8265次 | G8265次 | 里程 |
| 里程 | 到点    | 开点    | 停靠站 | 到点    | 开点    | 里程 |
| ---- | ------- | ------- | ------ | ------- | ------- | ---- |
| 0    | —       | 07:10   | 上海   | 15:07   | —       | 554  |
| 14   | 07:21   | 07:23   | 南翔北 | 14:43   | 14:47   | 504  |
| 59   | 07:37   | 07:39   | 阳澄湖 | 14:29   | 14:31   | 470  |
| 84   | 07:49   | 07:51   | 苏州   | 14:12   | 14:14   | 428  |
| 126  | 08:05   | 08:07   | 无锡   | 13:55   | 13:57   | 389  |
| 165  | 08:22   | 08:24   | 常州   | 13:38   | 13:40   | 344  |
| 210  | 08:40   | 08:42   | 丹阳   | 13:20   | 13:22   | 311  |
| 243  | 08:57   | 09:00   | 大港南 | 13:01   | 13:03   | 268  |
| 379  | 09:41   | 09:43   | 宝应   | 12:44   | 12:46   | 225  |
| 423  | 09:58   | 10:05   | 淮安东 | 12:12   | 12:16   | 131  |
| 520  | 10:33   | 10:35   | 宿迁   | 11:41   | 11:44   | 34   |
| 554  | 10:48   | —       | 睢宁   | —       | 11:29   | 0    |

## 使用列车
本对旅客列车使用列车为上海局集团上海动车段南翔动车所CRH380BL，在担当G8262车次前为沪宁城际动检车DJ7716次。